# LINTE^2

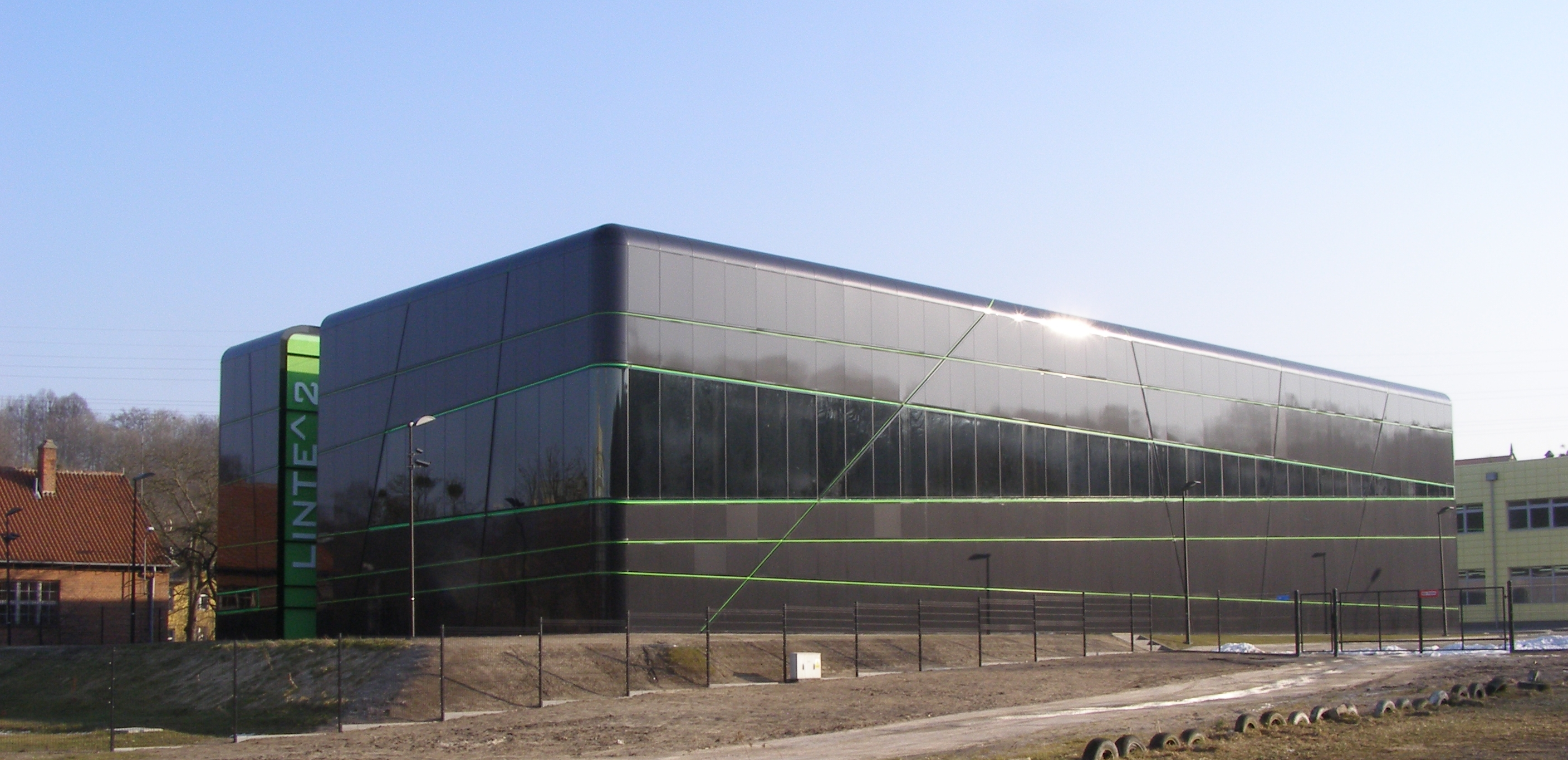
Siedziba LINTE^2

LINTE^2 (czyt. LINTE kwadrat) – Laboratorium Innowacyjnych Technologii Elektroenergetycznych i Integracji Odnawialnych Źródeł Energii, zrealizowane na rzecz Wydziału Elektrotechniki i Automatyki Politechniki Gdańskiej. Laboratorium zajmuje ok. 2000 m² powierzchni użytkowej i jest zlokalizowane w specjalnie zaprojektowanym i zbudowanym do tego celu budynku przy ul. Sobieskiego 5 w Gdańsku. Zostało oddane do użytku z końcem 2015 roku. Projekt budowy laboratorium zrealizowano w ramach Programu Operacyjnego Innowacyjna Gospodarka, a całkowity koszt jego budowy wyniósł ok. 51 mln zł. 
Laboratorium LINTE^2 jest zorientowane na badania naukowe i prace rozwojowe dotyczące nowoczesnych systemów i urządzeń elektroenergetycznych.
W instalacji badawczej można wyróżnić następujące trzy główne kategorie elementów:
- urządzenia elektroenergetyczne (jednostki wytwórcze, przesyłowe i odbiorcze, zasobniki energii, stacje ładowania pojazdów elektrycznych i in.) wyposażone w zaawansowane sterowanie komputerowe; urządzenia te są sprzętowo i funkcjonalnie połączone w tzw. jednostki funkcjonalne (obecnie jest 30 takich jednostek);
- złożona rozdzielnica konfiguracyjna, umożliwiająca zestawianie jednostek funkcjonalnych w różnorodne sieci i systemy elektroenergetyczne (m.in. węzły wytwórcze i przesyłowe, mikrosystemy, klastry, elektrownie wirtualne itp.);
- rozproszony system sterowania oparty na sieci komunikacyjnej Ethernet, obejmujący lokalne sterowniki jednostek funkcjonalnych, cyfrowe przekaźniki zabezpieczeniowe i 9 dyspozytorni ze stanowiskami operatorsko-inżynierskimi.

Infrastruktura laboratorium LINTE^2 umożliwia m.in. badania dotyczące inteligentnych sieci elektroenergetycznych (Smart Grids), inteligentnych wysp energetycznych z własnymi zasobami wytwórczymi, nowych usług sieciowych (zarządzanie zapotrzebowaniem na energię elektryczną, lokalna generacja energii itp.), nowych konstrukcji przekształtników energoelektronicznych i ich zastosowań w systemie elektroenergetycznym (układy FACTS, filtry aktywne, przekształtniki sprzęgające itp.). Ważny obszar badawczy laboratorium stanowią również analizy związane z ładowaniem i użytkowaniem pojazdów elektrycznych oraz integracją pojazdów elektrycznych z systemem elektroenergetycznym.

## Źródła
- Pismo PG nr 1 (208), styczeń 2016, s. 11-12
- http://eia.pg.edu.pl/linte